# Burke (Dacota do Sul)
Burke é uma cidade localizada no estado norte-americano de Dacota do Sul, no Condado de Gregory.

## Demografia
Segundo o censo norte-americano de 2000, a sua população era de 676 habitantes. 
Em 2006, foi estimada uma população de 600, um decréscimo de 76 (-11.2%).

## Geografia
De acordo com o United States Census Bureau tem uma área de 
1,4 km², dos quais 1,4 km² cobertos por terra e 0,0 km² cobertos por água. Burke localiza-se a aproximadamente 669 m acima do nível do mar.

## Localidades na vizinhança
O diagrama seguinte representa as localidades num raio de 32 km ao redor de Burke. 